# 亀山ゆうみ
亀山 ゆうみ（かめやま ゆうみ、1970年9月24日 - ）は、日本の女優、アクションコーディネーターである。宮城県仙台市出身。

## 人物
仙台市在住の頃からイベントの仕事に携わる。4歳からモダンバレエに熱中し、18歳で女優を志願して上京した後、モダンバレエを活かして女優の吹き替えやスタントの仕事を中心に活動した。
現在はTEAM HANDY、日テレ学院などで殺陣を指導し、女優、演出家、脚本家としても活動している。
所属団体はゼータクチク＆ACTACTION by TEAM HANDY。

## ギャオス役のエピソード
1994年2月、偶然ビデオで『大怪獣空中戦 ガメラ対ギャオス』を視聴した4、5日後に知人のスーツアクターから、ギャオスの着ぐるみに入る仕事を勧められた。怪獣の着ぐるみに入る女性スーツアクター、いわばスーツアクトレスの第1号である。
ギャオスの着ぐるみに入るときに着る全身タイツは、主にシルバー（まれにグレー）のものを用いていた。
ギャオスの着ぐるみ内は45度から50度にも達していたが、「尿は汗で出るからいいや」とトイレに行かなかった。やがて、我慢し続けているうちに軽い膀胱炎になったうえに腎臓まで悪化し、2日間ぐらいは血尿まで出て驚いたが、撮影には休まず出た。また、ギャオスの動きはテレビの動物番組でカラスやコウモリの動きを見て、それを真似ないように樋口特技監督と相談して考えた。
ギャオス以降はスーツアクトレスをやるつもりはないが、ギャオスは大切にしたいという。

## 出演
- ガメラ 大怪獣空中決戦（1995年） - ギャオス / 証券所前のリポーター 役